# Ediciones Siruela
Ediciones Siruela es una editorial española con sede en Madrid, fundada en 1982 por Jacobo Siruela. En el año 2000 fue adquirida por Germán Sánchez Ruipérez, entonces dueño del Grupo Anaya. Su directora es Ofelia Grande de Andrés, sobrina-nieta de Ruipérez.
Entre sus autores publicados destacan Italo Calvino, Bruno Schulz, Alejandro Jodorowsky, Jostein Gaarder, Fred Vargas, Clarice Lispector, Antonio Colinas o Juan Eduardo Cirlot.
En el ámbito de la literatura infantil y juvenil han publicado sus obras Jordi Sierra i Fabra, Cornelia Funke, Andrés Barba, César Fernández García, Jostein Gaarder o Henning Mankell.

## Colecciones
- Nuevos Tiempos
- Libros del Tiempo
- El Ojo del Tiempo
- Biblioteca Calvino
- Las Tres Edades
- Biblioteca Medieval
- Biblioteca de Ensayo / Serie menor
- Biblioteca de Ensayo / Serie Mayor
- El Árbol del Paraíso
- La Biblioteca Sumergida / Serie menor
- La Biblioteca Sumergida / Serie Mayor
- La Biblioteca Azul serie mínima
- La Biblioteca Azul / Serie menor
- La Biblioteca Azul / Serie Mayor
- Biblioteca Lobo Antunes
- Las Tres Edades / Biblioteca Gaarder
- Las Tres Edades / Biblioteca de Cuentos Populares
- Las Tres Edades / Cuentos Ilustrados
- La Edad de Oro
- Siruela/Colección Escolar
- Siruela/Bolsillo
- Ediciones en catalán
- Fuera de colección

Colecciones extintas
- El Ojo sin Párpado

## Premios
- Premio Nacional de Literatura Infantil y Juvenil 2007 a la obra "Kafka y la muñeca viajera" de Jordi Sierra y Fabra.
- Premio Nacional a la Mejor Labor Editorial Cultural 2003, concedido por el Ministerio de Educación, Cultura y Deportes.[1]
- Ediciones Siruela fue galardonado con el elogio del Ministro de Relaciones Exteriores de Japón por sus contribuciones a la promoción de la cultura japonesa en España el 1 de diciembre de 2020.[2][3]